# Pellegrino Francesco Stagni
Pellegrino Francesco Stagni OSM (ur. 2 kwietnia 1859 w Budrio, zm. 23 września 1918 w Rzymie) – włoski duchowny rzymskokatolicki, przeor generalny serwitów, arcybiskup L’Aquili, dyplomata papieski.

## Biografia
22 czerwca 1875 złożył pierwsze śluby zakonne, a 13 września 1878 śluby wieczyste w Zgromadzieniu Sług Najświętszej Maryi Panny. W 1879 ze względu na zmiany polityczne we Włoszech wyjechał do klasztoru w Londynie. 24 września 1881 otrzymał święcenia prezbiteriatu. W 1883 wyjechał do Rzymu, gdzie w 1885 uzyskał doktorat z teologii na Atheneum Papieskim Propaganda Fide. Po studiach powrócił do Londynu, gdzie został mistrzem nowicjatu oraz wykładowcą filozofii. 8 października 1890 objął probostwo w Londynie.
9 września 1893 papież Leon XIII powierzył mu katedrę metafizyki na Atheneum Papieskim Propaganda Fide. Ponadto w latach 1895 – 1901 był prokuratorem generalnym swojego zgromadzenia. Przygotowywał również tekst nowej konstytucji serwitów. W 1901 Kapituła Generalna Serwitów wybrała go przeorem generalnym zgromadzenia, którym był do czasu nominacji arcybiskupiej.
15 kwietnia 1907 papież Pius X mianował go arcybiskupem L’Aquili. 26 maja 1907 przyjął sakrę biskupią z rąk urzędnika Kurii Rzymskiej kard. Casimiro Gennariego. 3 listopada 1910 ten sam papież mianował go delegatem apostolskim w Kanadzie i Nowej Fundlandii. Jednocześnie abp Stagni zachował arcybiskupstwo L’Aquila, z którego zrezygnował 1 stycznia 1916, otrzymując wówczas tytuł arcybiskupa tytularnego ancyrańskiego.
11 czerwca 1918, ze względu na problemy zdrowotne zrezygnował z urzędu delegata apostolskiego w Kanadzie i Nowej Fundlandii i powrócił do Rzymu, gdzie 23 września 1918 zmarł.